# Kaliumethanolat
Kaliumethanolat ist ein leichtentzündliches, weißes bis gelbliches Pulver aus der Gruppe der Alkoholate und wird zumeist als starke Base eingesetzt.

## Gewinnung und Darstellung
Kaliumethanolat kann aus Ethanol und Kalium hergestellt werden, beispielsweise in Dichlormethan als Lösungsmittel:
{\displaystyle \mathrm {2\ CH_{3}CH_{2}OH+2\ K\longrightarrow 2\ CH_{3}CH_{2}OK+H_{2}} }

## Chemische Eigenschaften
Kaliumethanolat ist nur unter Feuchtigkeitsausschluss beständig. Mit Luftfeuchtigkeit bzw. Wasser reagiert die Verbindung in einer stark exothermen Reaktion unter Bildung von Ethanol und Kalilauge:
{\displaystyle \mathrm {CH_{3}CH_{2}OK+H_{2}O\longrightarrow CH_{3}CH_{2}OH+KOH(aq)} }
Kaliumethanolat entwickelt mit Aluminium oder Zink das explosionsgefährliche Gas Wasserstoff. Zwischen 90 und 100 °C ist die Verbindung selbstentzündlich.

## Verwendung
Kaliumethanolat wird als starke Base in der Synthese genutzt. Es wird weiterhin zum alkalischen Firnisabbau verwendet.